# Grandfresnoy
Pour les articles homonymes, voir Fresnoy.
Grandfresnoy est une commune française située dans le département de l'Oise, en région Hauts-de-France, 

## Géographie

### Description

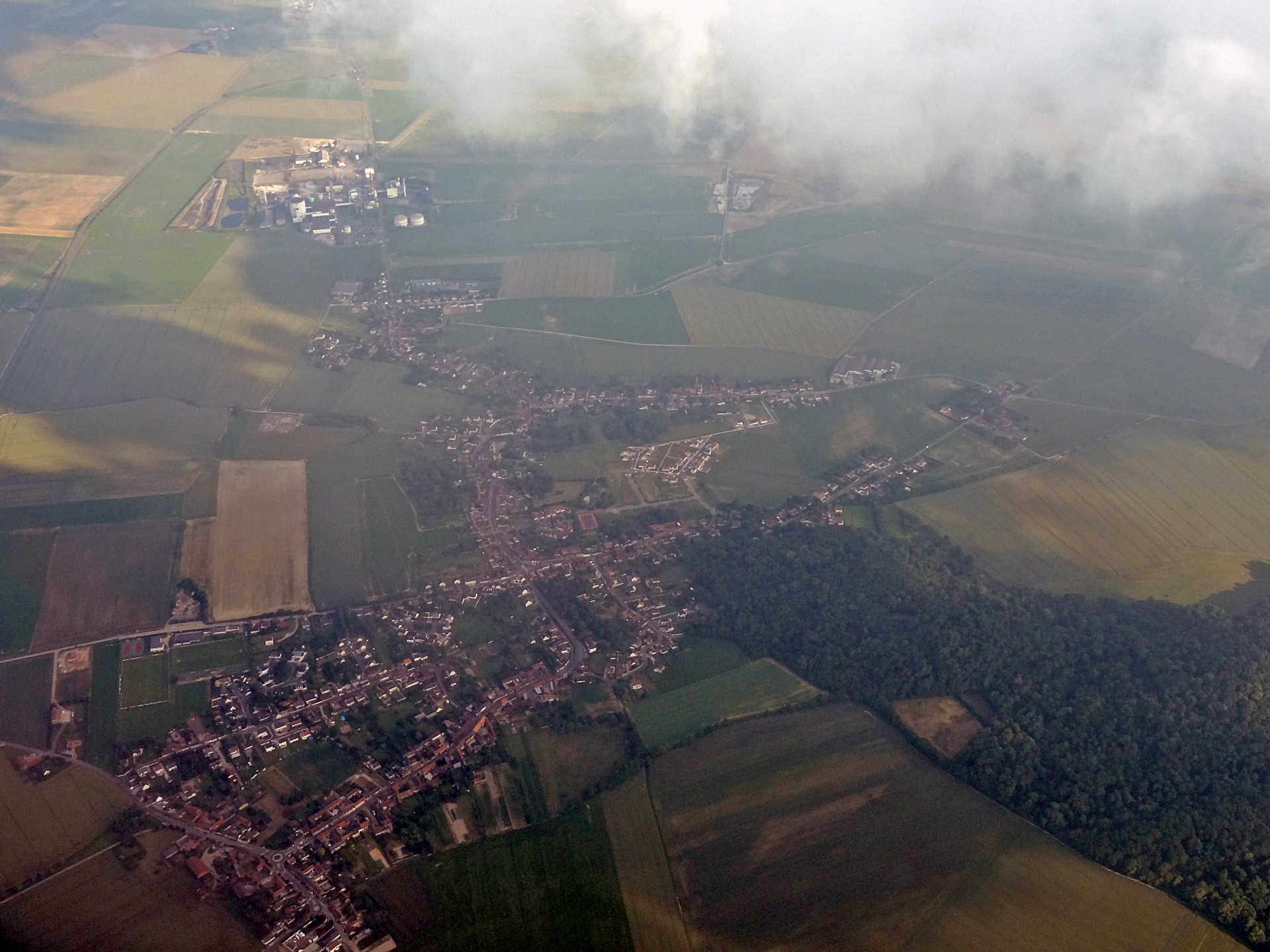
Vue aérienne.

Grandfresnoy est un village picard situé Entre Chevrières et Estrees St Denis,  proche d'un petit bois, dans lequel se trouve la chapelle Sainte Catherine.
Le village, aisément accessible par l'ancienneroute nationale 17 (actuelle Rd 1017) et l'autoroute A1, est traversé par le sentier de grande randonnée GR 124A
La butte de Grandfresnoy (ou Butte Sainte-Catherine) qui surplombe le village a été détachée par l'érosion du plateau calcaire du Clermontois, et domine la plaine d'Estrées-Saint-Denis qui, vers le nord, fait la transition avec le plateau picard.
Il est surnommé GFY par ses habitants[réf. nécessaire]

### Communes limitrophes
Les communes limitrophes sont  Arsy, Bazicourt, Canly, Chevrières, Houdancourt, Le Fayel, Moyvillers et Sacy-le-Petit.
| Moyvillers    |                        | Arsy     |
| Sacy-le-Petit | Grandfresnoy           | Canly    |
| Bazicourt     | Chevrières Houdancourt | Le Fayel |

### Hydrographie
La commune est située dans le bassin Seine-Normandie. Elle n'est drainée par aucun cours d'eau,.

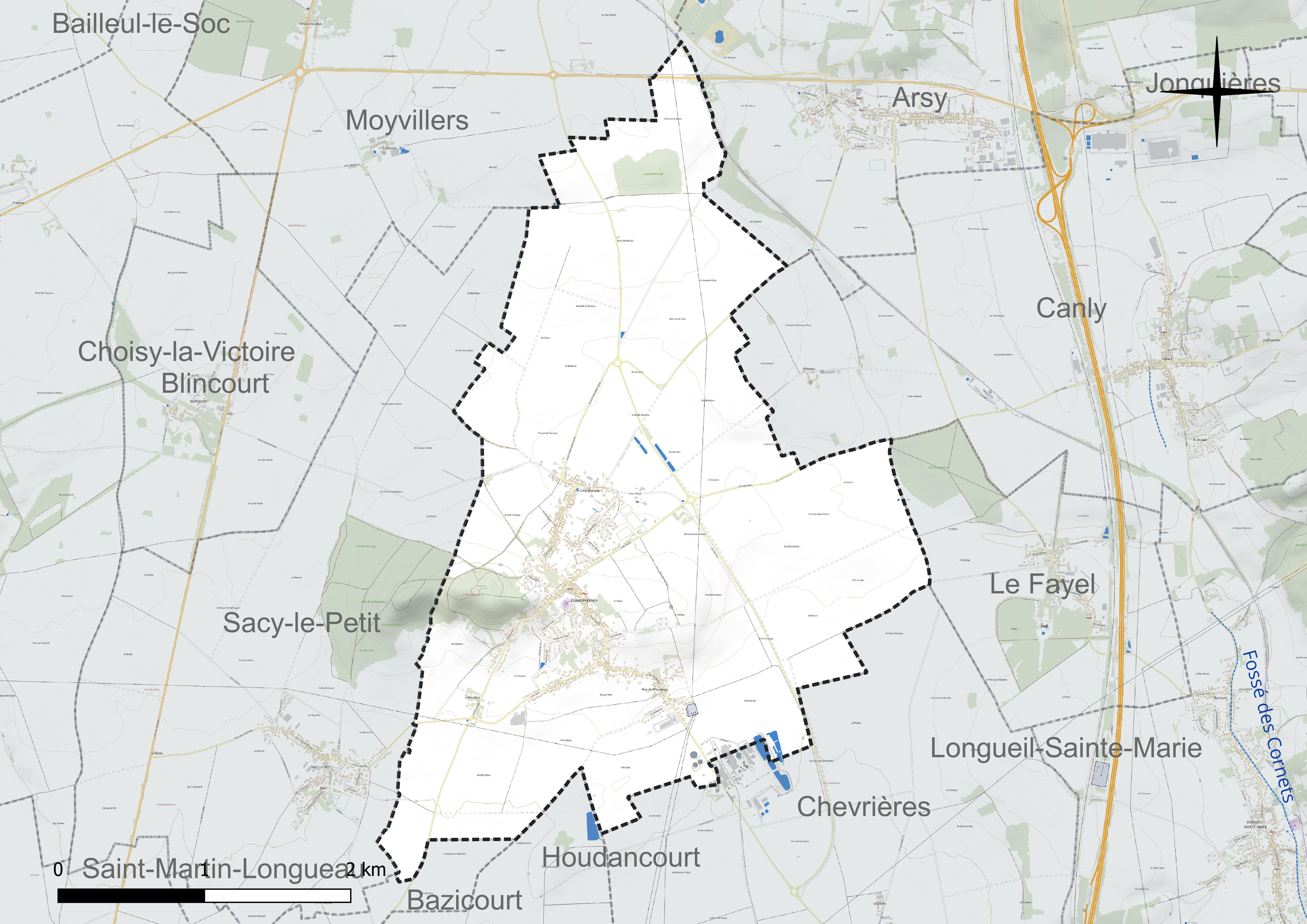
Réseau hydrographique de Grandfresnoy.

### Climat
Pour des articles plus généraux, voir Climat des Hauts-de-France et Climat de l'Oise.
En 2010, le climat de la commune est de type climat océanique dégradé des plaines du Centre et du Nord, selon une étude du CNRS s'appuyant sur une série de données couvrant la période 1971-2000. En 2020, Météo-France publie une typologie des climats de la France métropolitaine dans laquelle la commune est dans une zone de transition entre le climat océanique et le climat océanique altéré et est dans la région climatique Nord-est du bassin Parisien, caractérisée par un ensoleillement médiocre, une pluviométrie moyenne régulièrement répartie au cours de l'année et un hiver froid (3 °C).
Pour la période 1971-2000, la température annuelle moyenne est de 10,6 °C, avec une amplitude thermique annuelle de 14,7 °C. Le cumul annuel moyen de précipitations est de 676 mm, avec 11,4 jours de précipitations en janvier et 8 jours en juillet. Pour la période 1991-2020, la température moyenne annuelle observée sur la station météorologique la plus proche, située sur la commune de Margny-lès-Compiègne à 14 km à vol d'oiseau, est de 11,2 °C et le cumul annuel moyen de précipitations est de 633,5 mm,. Pour l'avenir, les paramètres climatiques de la commune estimés pour 2050 selon différents scénarios d'émission de gaz à effet de serre sont consultables sur un site dédié publié par Météo-France en novembre 2022.

## Urbanisme

### Typologie
Au 1er janvier 2024, Grandfresnoy est catégorisée bourg rural, selon la nouvelle grille communale de densité à sept niveaux définie par l'Insee en 2022.
Elle est située hors unité urbaine. Par ailleurs la commune fait partie de l'aire d'attraction de Paris, dont elle est une commune de la couronne,.

### Occupation des sols

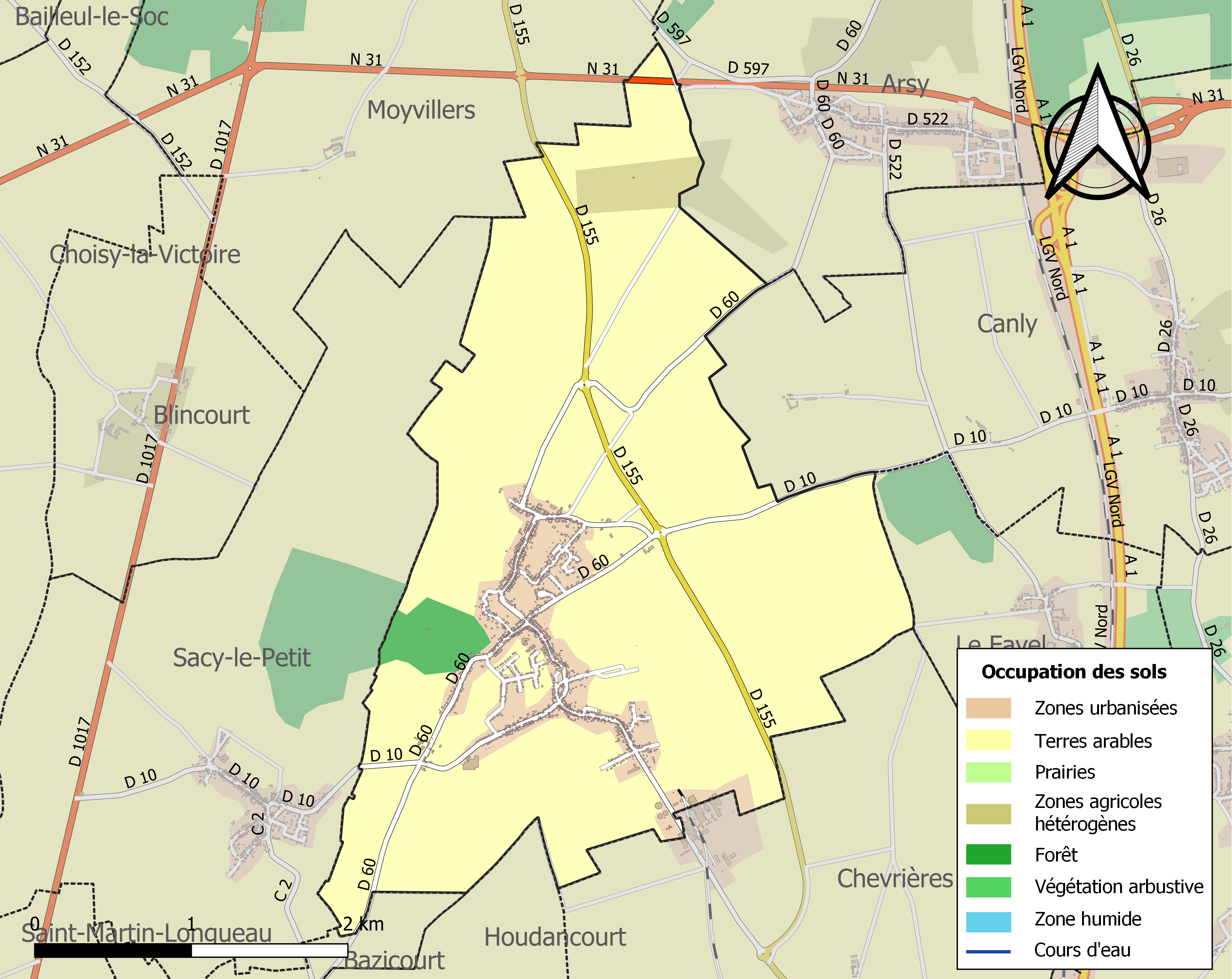
Carte des infrastructures et de l'occupation des sols de la commune en 2018 (CLC).

L'occupation des sols de la commune, telle qu'elle ressort de la base de données européenne d'occupation biophysique des sols Corine Land Cover (CLC), est marquée par l'importance des territoires agricoles (88 % en 2018), en diminution par rapport à 1990 (89,1 %). La répartition détaillée en 2018 est la suivante : 
terres arables (86,1 %), zones urbanisées (8,8 %), forêts (2,1 %), zones agricoles hétérogènes (1,9 %), zones industrielles ou commerciales et réseaux de communication (1 %). L'évolution de l'occupation des sols de la commune et de ses infrastructures peut être observée sur les différentes représentations cartographiques du territoire : la carte de Cassini (XVIIIe siècle), la carte d'état-major (1820-1866) et les cartes ou photos aériennes de l'IGN pour la période actuelle (1950 à aujourd'hui).

### Habitat et logement
En 2018, le nombre total de logements dans la commune était de 745, alors qu'il était de 696 en 2013 et de 650 en 2008.
Parmi ces logements, 93,2 % étaient des résidences principales, 1,2 % des résidences secondaires et 5,6 % des logements vacants. Ces logements étaient pour 90,9 % d'entre eux des maisons individuelles et pour 8,1 % des appartements.
Le tableau ci-dessous présente la typologie des logements à Grandfresnoy en 2018 en comparaison avec celle de l'Oise et de la France entière. Une caractéristique marquante du parc de logements est ainsi une proportion de résidences secondaires et logements occasionnels (1,2 %) inférieure à celle du département (2,5 %) et à celle de la France entière (9,7 %). Concernant le statut d'occupation de ces logements, 79,5 % des habitants de la commune sont propriétaires de leur logement (80,4 % en 2013), contre 61,4 % pour l'Oise et 57,5 % pour la France entière.
| Typologie                                               | Grandfresnoy | Oise | France entière |
| ------------------------------------------------------- | ------------ | ---- | -------------- |
| Résidences principales (en %)                           | 93,2         | 90,4 | 82,1           |
| Résidences secondaires et logements occasionnels (en %) | 1,2          | 2,5  | 9,7            |
| Logements vacants (en %)                                | 5,6          | 7,1  | 8,2            |

### Voies de communication et transports
La commune est desservie, en 2024, par le service Hoplà Le Bus mis en place par la communauté de communes de la Plaine d'Estrées et par les lignes 638, 660, 661, 6215, 6301, 6322 et 6343 du réseau interurbain de l'Oise.

### Énergie
Après un premier projet dans les années 2000, abandonné à l'époque en raison de l'opposition de l'armée compte tenu des besoins de la Base aérienne 110 Creil désormais inutilisée pour l'aviation, l'entreprise Enertrag envisage depuis 2020 la construction de cinq éoliennes le lonf de l'autoroute A1, à cheval sur les communes de Grandfresnoy et Chevrières, malgré l'opposition des deux conseils municipaux et d'une partie des habitants. Une consultation citoyenne est organisée dans les deux communes à l'automne 2022.

## Toponymie
Le nom de la localité est attesté sous les formes « Fraxnidus villa proprietatis regis » (690) ; Fraxinidum (695) ; « in pago Belvacensi villa que dicitur Fraxinodus » (831) ; « in pago Belvacense villam que vocatur Fraxinidus » (vers 860) ; Fraxinetum (890) ; Frasnidum (902) ; Radulphus miles de Fresnay (1181) ; Flaminius de Frenoe (vers 1200) ; de Fraxineto (1211) ; Fresnoi (1212) ; de Fraisneto (1212) ; oddone de fresnoi (1234) ; de Fresneio (1266) ; Fresnegum (1268) ; Fresnoium gistum regis (XIIIe) ; de Frenoe (XIIIe) ; Fresnoy (1317) ; Fraxundum (1330) ; fresnoy en biauvoisins (1340) ; fresnay en biauvoisins (1343) ; Fresnetum (1350) ; Fresnettum (1350) ; « in villa de fresneyo in belvacino » (1359) ; fresnoy lez biauvoisiz (1359) ; Fresnoy en Beauvoisis (1380) ; Fresnoy le Grand (1430) ; le Grand Fresnoy (1430) ; ecclesia sancti Salvatorii de Fresneio (XVIe) ; le grand fresnois (1692) ; Grand Frenoy (XVIIIe) ; le Grand Fresnoy (1711) ; Fresnoy (vers 1780) ; Grand Fresnoy (1832) ; Grandfresnoy (1840).
De l'ancien français fraisne, frasne, fresne du latin fraxinus (prononcé “frassinus”), qui a donné son nom au toponyme. Le suffixe -etum s'est transformé en -oy dans le Beauvaisis et en Picardie. Au cours des siècles, le latin fraxinetum est devenu l'ancien français fraisnoi, fresnoy étant l'endroit où se trouve un « bois de frênes » ; en français, une « frênaie » est un lieu planté de frênes.

## Histoire

### Moyen Âge
Grandfresnoy disposait d'une maladrerie. Au lieu dit le Palais, on a retrouvé des traces de constructions, et un reste d'aqueduc se dirigeant vers l'église..

### Temps modernes
En 1636, durant la terrible guerre de Trente Ans  le mercenaire Jean de Werth au service de l'Espagne dévaste Grandfresnoy et sa région. Une inscription sur l'un des piliers qui spparent la nef des collatéraux de l'église porte l'inscription : « En l'an 1636, le 26 août, lespagnol a été icy ».
De nombreux personnages assez connus de l'histoire ont séjourné à Grandfresnoy, et notamment à la poste, qui était autrefois une auberge. Le roi Louis XIV, allant de Compiègne à Liancourt, y a séjourné le 19 juillet 1650.

### Époque contemporaine
En 1832, Grandfresnoy disposait d'un presbytère, d'une école et la commune était propriétaire de quelques ares de terres et de bois, ainsi que d'une sablonnière et d'une carrière. Il y avait alors sept moulins à vent et une briqueterie sur le territoire communal. Deux foires s'y tenaient chaque année.

Grandfresnoy au tout début du XXe siècle
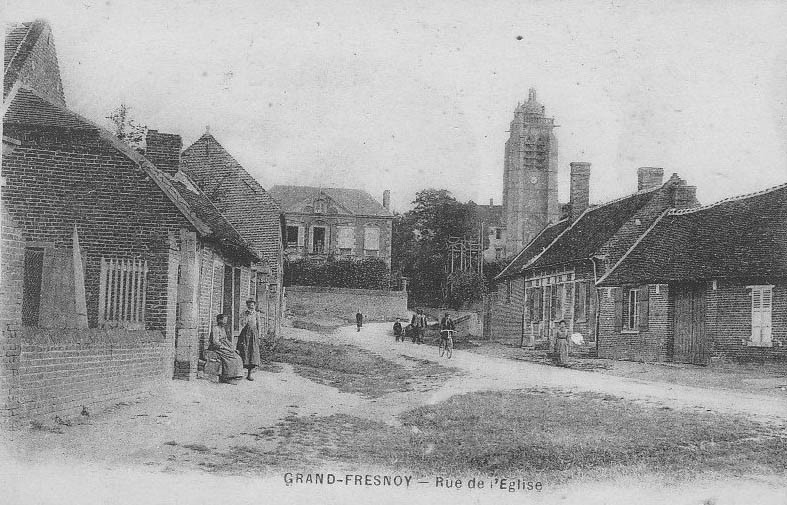
La rue de l'église.
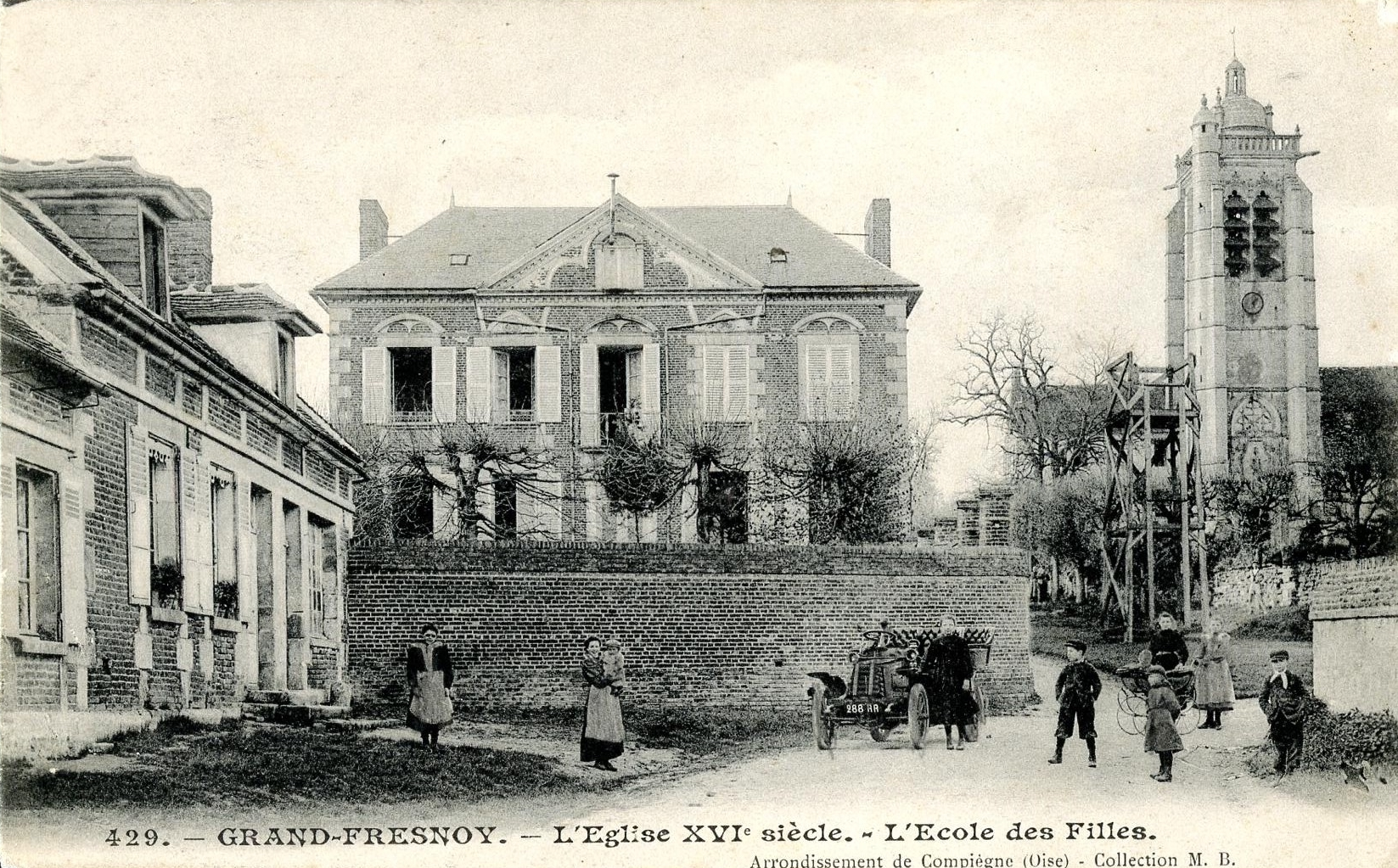
L'école des filles et l'église.
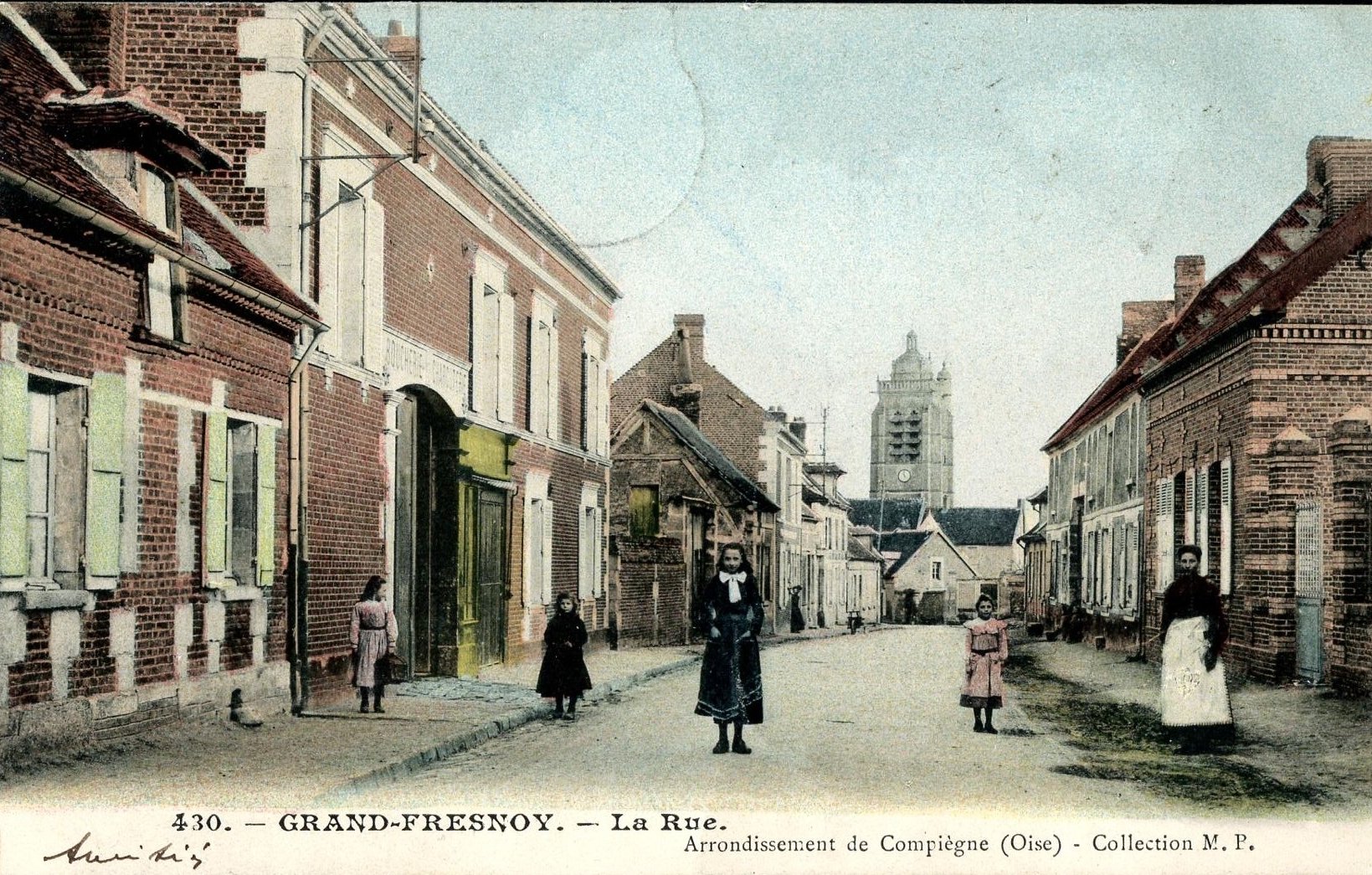
La Grand-Rue.
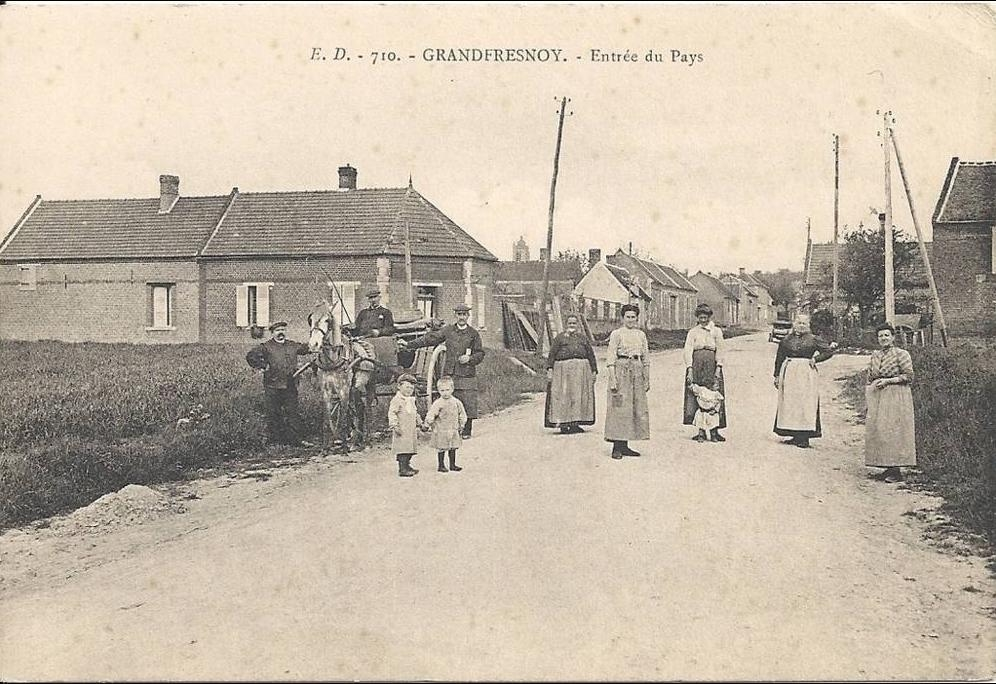
Entrée du village
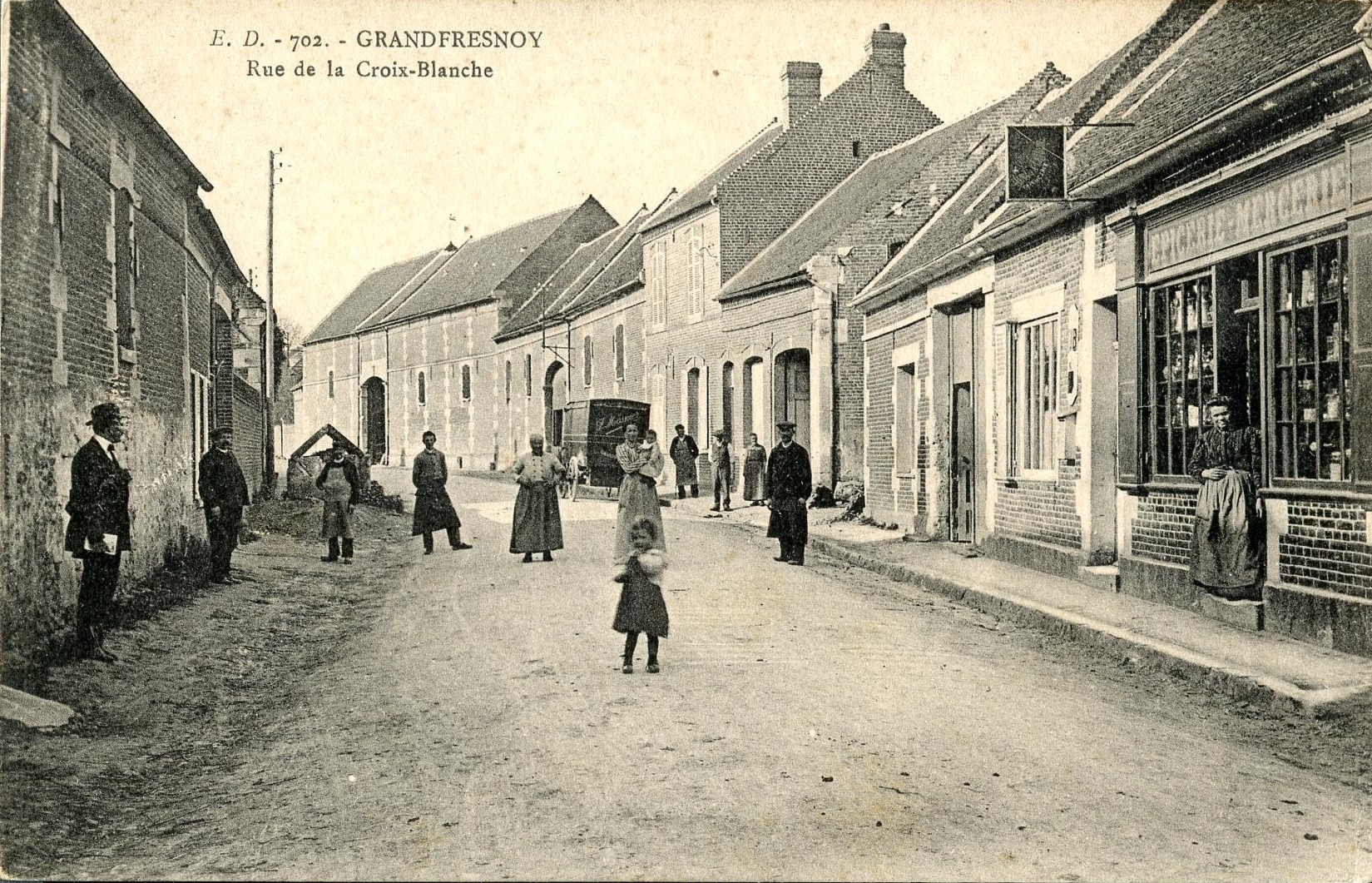
La rue de la Croix-Blanche.

## Politique et administration

### Liste des maires
| Période                                  | Période                   | Identité       | Étiquette | Qualité                                  |
| ---------------------------------------- | ------------------------- | -------------- | --------- | ---------------------------------------- |
| Les données manquantes sont à compléter. |                           |                |           |                                          |
|                                          |                           |                |           |                                          |
| avant 1962                               |                           | Aimé Devaux    |           |                                          |
|                                          |                           |                |           |                                          |
| avant 1995                               |                           | Daniel Ducret  |           |                                          |
|                                          |                           |                |           |                                          |
| mars 2001                                | 1er septembre 2007        | Robert Lannaud |           | Démissionnaire                           |
| 2007                                     | En cours (au 6 juin 2023) | Ivan Wasylyzyn | DVG       | Retraité Réélu pour le mandat 2020-2026, |

## Équipements et services publics

### Enseignement
Les enfants de la commune sont scolarisés au groupe scolaire  “Les zocqs”, qui compte sept classes durant l'année scolaire 2019/2020. Ils poursuivent habituellement leurs études au Collège Abel Didelet d'Estrées-Saint-Denis et aux lycées de Compiègne.
Le périscolaire de l'école est géré par la Fédération Léo-Lagrange.

## Population et société

### Démographie

#### Évolution démographique
L'évolution du nombre d'habitants est connue à travers les recensements de la population effectués dans la commune depuis 1793. Pour les communes de moins de 10 000 habitants, une enquête de recensement portant sur toute la population est réalisée tous les cinq ans, les populations de référence des années intermédiaires étant quant à elles estimées par interpolation ou extrapolation. Pour la commune, le premier recensement exhaustif entrant dans le cadre du nouveau dispositif a été réalisé en 2004.

En 2022, la commune comptait 1 826 habitants, en évolution de +3,87 % par rapport à 2016 (Oise : +0,87 %, France hors Mayotte : +2,11 %).
| 1793 | 1800  | 1806  | 1821  | 1831  | 1836  | 1841  | 1846  | 1851  |
| ---- | ----- | ----- | ----- | ----- | ----- | ----- | ----- | ----- |
| 976  | 1 217 | 1 268 | 1 357 | 1 199 | 1 194 | 1 091 | 1 082 | 1 097 |

| 1856  | 1861  | 1866  | 1872  | 1876  | 1881 | 1886 | 1891 | 1896 |
| ----- | ----- | ----- | ----- | ----- | ---- | ---- | ---- | ---- |
| 1 042 | 1 054 | 1 030 | 1 016 | 1 070 | 954  | 941  | 965  | 939  |

| 1901 | 1906 | 1911 | 1921 | 1926 | 1931 | 1936 | 1946 | 1954 |
| ---- | ---- | ---- | ---- | ---- | ---- | ---- | ---- | ---- |
| 892  | 864  | 799  | 834  | 825  | 823  | 807  | 801  | 852  |

| 1962 | 1968 | 1975  | 1982  | 1990  | 1999  | 2004  | 2006  | 2009  |
| ---- | ---- | ----- | ----- | ----- | ----- | ----- | ----- | ----- |
| 974  | 989  | 1 141 | 1 179 | 1 338 | 1 502 | 1 529 | 1 547 | 1 616 |

| 2014  | 2019  | 2022  | - | - | - | - | - | - |
| ----- | ----- | ----- | - | - | - | - | - | - |
| 1 726 | 1 792 | 1 826 | - | - | - | - | - | - |

#### Pyramide des âges
La population de la commune est relativement jeune.
En 2018, le taux de personnes d'un âge inférieur à 30 ans s'élève à 34,8 %, soit en dessous de la moyenne départementale (37,3 %). À l'inverse, le taux de personnes d'âge supérieur à 60 ans est de 20,9 % la même année, alors qu'il est de 22,8 % au niveau départemental.
En 2018, la commune comptait 904 hommes pour 879 femmes, soit un taux de 50,7 % d'hommes, légèrement supérieur au taux départemental (48,89 %).
Les pyramides des âges de la commune et du département s'établissent comme suit.
| Hommes | Classe d’âge | Femmes |
| ------ | ------------ | ------ |
| 0,7    | 90 ou +      | 1,1    |
| 4,2    | 75-89 ans    | 6,1    |
| 15,6   | 60-74 ans    | 14,2   |
| 22,7   | 45-59 ans    | 22,0   |
| 20,9   | 30-44 ans    | 23,0   |
| 12,4   | 15-29 ans    | 14,0   |
| 23,5   | 0-14 ans     | 19,6   |

| Hommes | Classe d’âge | Femmes |
| ------ | ------------ | ------ |
| 0,5    | 90 ou +      | 1,4    |
| 5,5    | 75-89 ans    | 7,6    |
| 15,6   | 60-74 ans    | 16,3   |
| 20,8   | 45-59 ans    | 20     |
| 19,4   | 30-44 ans    | 19,4   |
| 17,6   | 15-29 ans    | 16,2   |
| 20,6   | 0-14 ans     | 19,1   |

## Culture locale et patrimoine

### Lieux et monuments
- L'église Saint-Sauveur a son origine dans une donation effectuée par Louis le Débonnaire en 830 au profit de l' abbaye Saint-Sauveur de Charroux, confirmée notamment en 1077 par Philippe 1er. C'est alors un prieuré-cure, dotée d'un autel dédié à la Sainte-Trinité pour le service de la paroisse. Le prieuré était situé à l'ouest de l'église, à l'emplacement de l'actuel presbytère, et il n'en subsiste qu'une cave gothique dont les quatre travées, inscrites dans un plan carré, retombent au centre sur une pile circulaire. 
Le prieuré est supprimé en 1760.
Le plan de l'église est constitué d'une nef de quatre travées avec bas-côtés, d'un transept non saillant et d'un chœur pentagonal. 
L'église est particulièrement notable par son haut clocher du XVIe ou du début du XVIIe siècle surmonté d'un dôme, qui s'élève sur la première travée du bas-côté sud et une tourelle d'escalier flanque l'angle nord-ouest, sans doute en relation avec un bâtiment disparu du prieuré. À la base de sa façade sud est aménagé un portail en plein cintre sobrement décoré et surmonté par statue une de Saint-Sauveur placée dans une niche surmontée d'un dais de style Renaissance[29].

- Le bois de Grandfresnoy héberge la chapelle Sainte-Catherine, l'un des édifices les plus anciens de la région et dont la porte est datée de 1644, qui pourrait être l'église paroissiale  d'un village qui aurait été détruit à une époque indéterminée, peut-être lors de la peste noire de 1346, ou un ermitage du prieuré propriétaire des lieux. 
Cet édifice est en pierre de taille, le chœur paraît remonter à l'époque du style gothique flamboyant. Elle était le siège d'une procession qui s'est tenue jusqu'aux années 1950 le 25 novembre, jour de la sainte Catherine, au cours de laquelle les jeunes femmes célibataires 25 ans assistaient puis se retrouvaient autour d'un repas, dans l'espoir de se marier dans l'année[15],[30].

### Filmographie
Des scènes du film Magistrate sont tournées en octobre 2024 dans la commune.

## Pour approfondir